# Hushållsost
Hushållsost (husholdningsost) er en svensk grovkornet ost med en mild smag. Den findes også i varianter med længere lagring, fx. Stureost.
Hushållsost er en beskyttet betegnelse for en garanteret traditionel specialitet. Hvad der må kaldes hushållsost, er derfor reguleret af EU. Reglerne kan læses i Den Europæiske Unions Tidende.
Husholdningsost var tidligere primært en betegnelse for en mindre ost med en vægt på omkring 2 kg, velegnet til mindre husholdninger, der ønskede en mindre mængde ost uden at skulle skære den og dermed miste en del af ostens holdbarhed. Hushållsost blev hovedsagelig produceret på mindre gårde med mindre osteproduktion.